# اچ‌ام‌اس آخرون (پی۴۱۱)
اچ‌ام‌اس آخرون (پی۴۱۱)  یک زیردریایی کلاس آمفیون از نیروی دریایی پادشاهی بریتانیا بود، که در ۲۶ اوت ۱۹۴۴ تولیدش آغاز شد، در ۲۵ مارس ۱۹۴۷ به آب انداخته شد و در ۱۹۴۸ تکمیل شد.